# ديريك سوان
ديريك سوان (بالإنجليزية: Derek Swan)‏ (24 أكتوبر 1966 بدبلن في جمهورية أيرلندا - ) هو لاعب كرة قدم أيرلندي في مركز الهجوم. شارك مع منتخب جمهورية أيرلندا تحت 21 سنة لكرة القدم ومنتخب جمهورية أيرلندا تحت 23 سنة لكرة القدم ‏. أما مع النوادي، فقد لعب مع بورت فايل وغلينتوران ونادي بوهيميان ونادي دوندالك ونادي شامروك روفرز ونادي كلية جامعة دبلن ونادي  فاخينغين ‏ وهوم فارم ‏ ودوري أيرلندا الحادي عشر ‏.

## وصلات خارجية
- ديريك سوان على موقع الاتحاد الدولي (مؤرشف)  (الإنجليزية)
- ديريك سوان على موقع قاعدة بيانات كرة القدم.إي يو (الإنجليزية)